# Sangli-Miraj & Kupwad
Sangli-Miraj & Kupwad là một thành phố và là nơi đặt hội đồng thành phố (municipal corporation) của quận Sangli thuộc bang Maharashtra, Ấn Độ.

## Nhân khẩu
Theo điều tra dân số năm 2001 của Ấn Độ, Sangli-Miraj & Kupwad có dân số 436.639 người. Phái nam chiếm 51% tổng số dân và phái nữ chiếm 49%. Sangli-Miraj & Kupwad có tỷ lệ 75% biết đọc biết viết, cao hơn tỷ lệ trung bình toàn quốc là 59,5%: tỷ lệ cho phái nam là 81%, và tỷ lệ cho phái nữ là 69%. Tại Sangli-Miraj & Kupwad, 12% dân số nhỏ hơn 6 tuổi.